# خورخي كارلوس هيرتادو فالديز
خورخي كارلوس هيرتادو فالديز هو سياسي مكسيكي، ولد في 22 مارس 1949 في كامبيتشي في المكسيك. نشط حزبياً في الحزب الثوري المؤسساتي. وقد انتخب Governor of Campeche ‏.